# پیتان
پیتان (به انگلیسی: Paithan) یک منطقهٔ مسکونی در هند است که در بخش اورنگ‌آباد، مهاراشترا واقع شده‌است. پیتان ۳۴٬۵۵۶ نفر جمعیت دارد و ۴۵۸ متر بالاتر از سطح دریا واقع شده‌است.